# San Francisco de Asis (Ranchos de Taos)

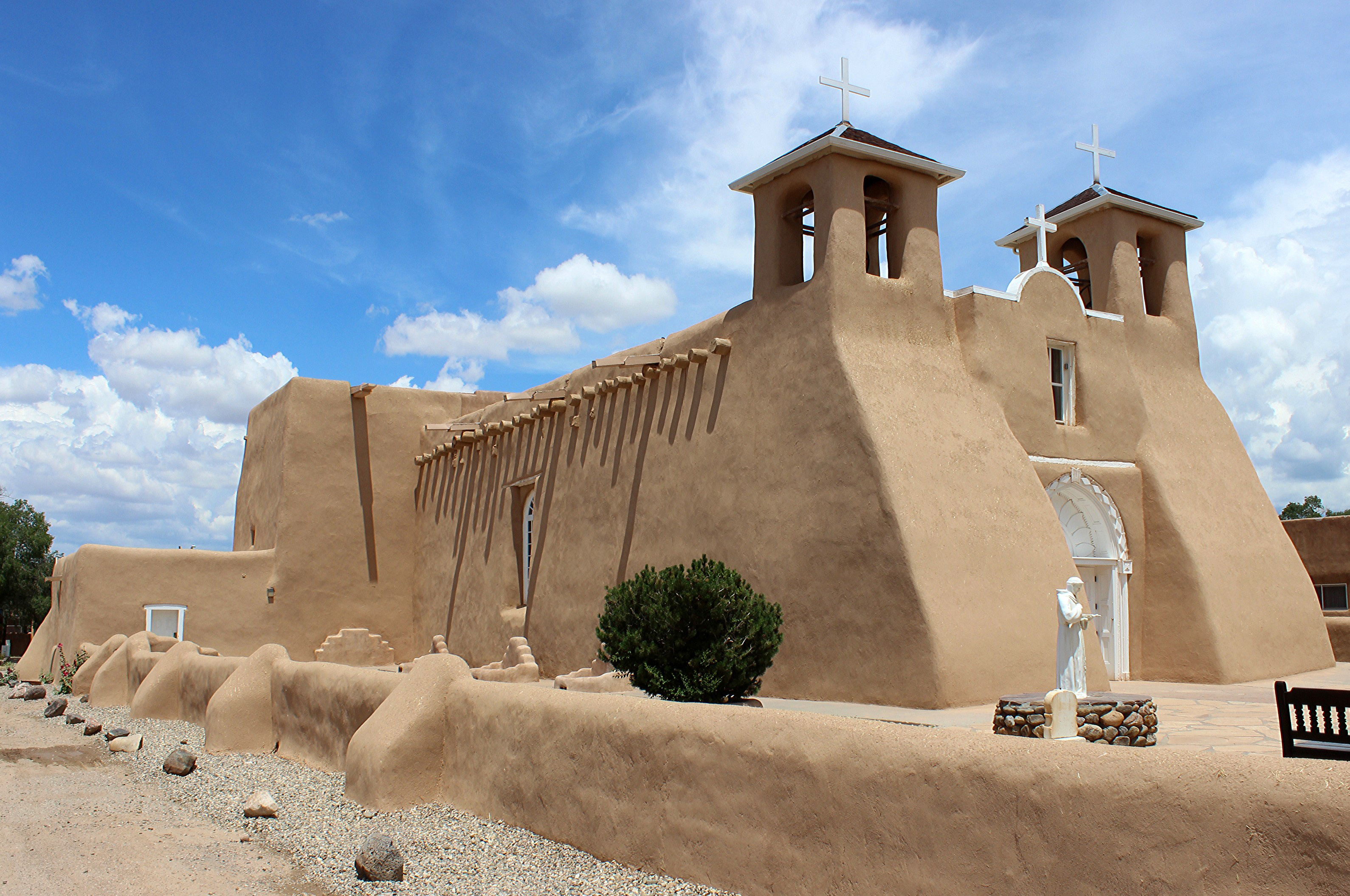
Ranchos de Taos (New Mexico) – San Francisco de Asis

Die spanische Missionskirche San Francisco de Asis in der Ortschaft Ranchos de Taos nahe der Stadt Taos im US-Bundesstaat New Mexico gilt als die bedeutendste Adobekirche im Süden der heutigen USA. Bis auf wenige Ausnahmen wurden die meisten Kirchenbauten dieser Art im 19. und 20. Jahrhundert niedergerissen und durch steinerne Neubauten ersetzt. Das Bauwerk wurde 1970 im National Register of Historic Places als historisches Denkmal aufgenommen.

## Lage

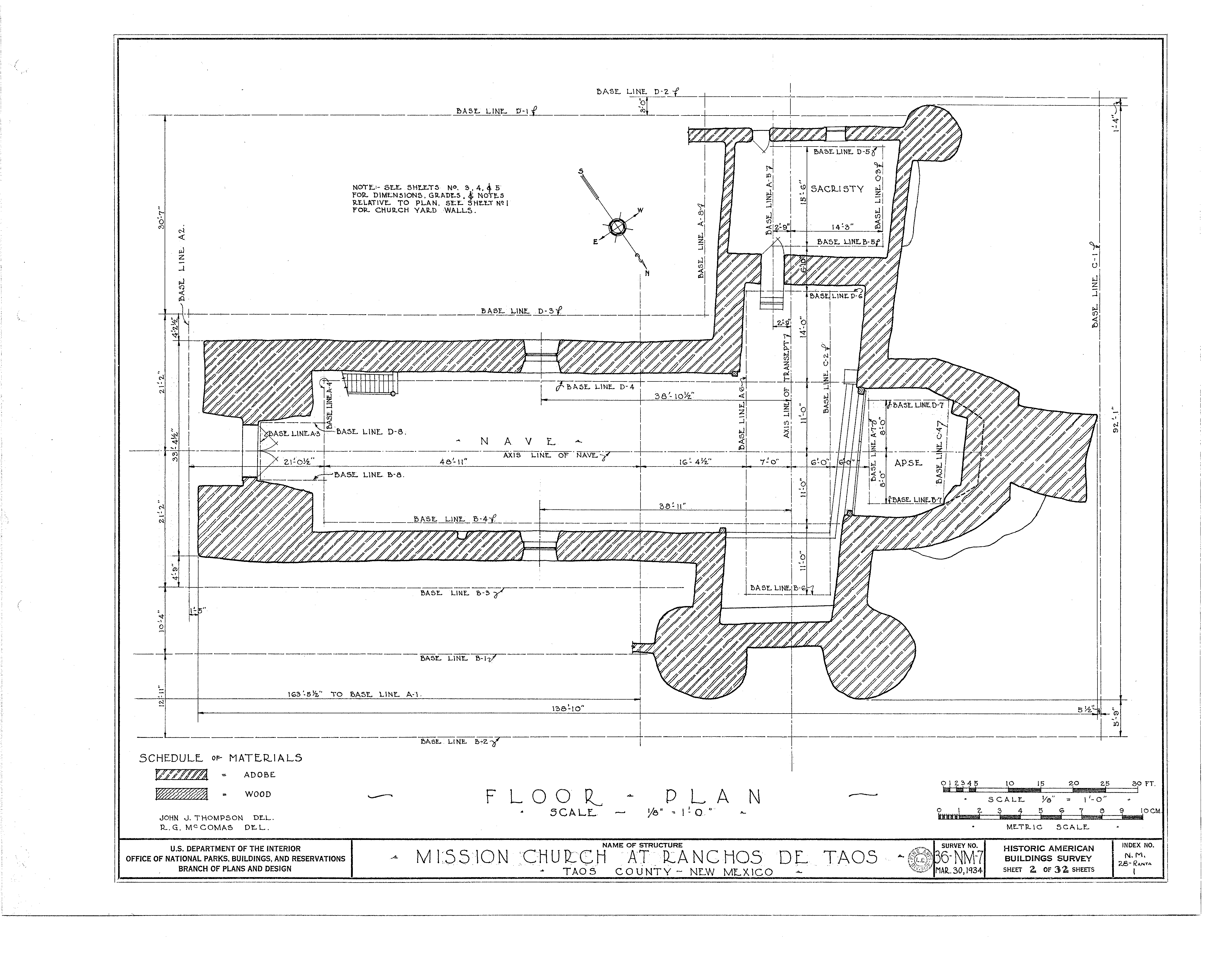
Grundriss der Kirche

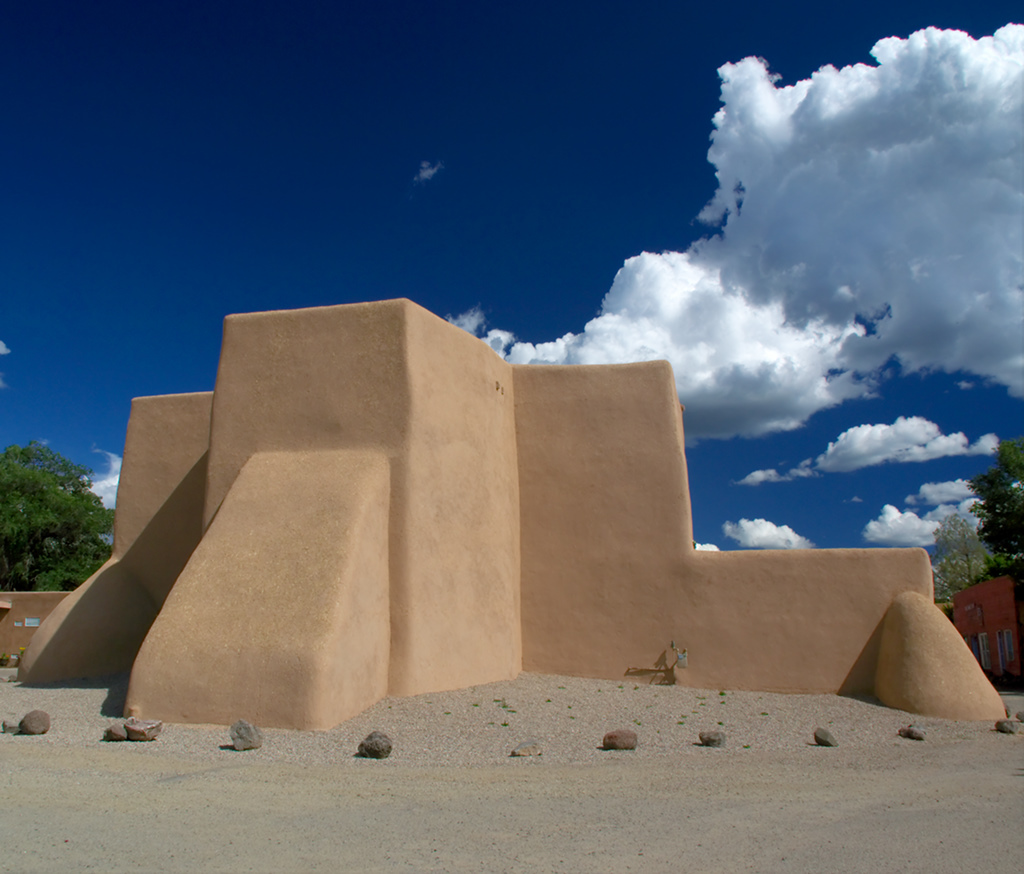
Apsis und Querhaus mit angebauter Sakristei

Die Kirche befindet sich auf der St. Francis Plaza der etwa 2.500 Einwohner zählenden und etwa 7 km südlich der Stadt Taos gelegenen Ortschaft Ranchos de Taos im US-Bundesstaat New Mexico. Wie bei Bettelordenskirchen häufiger anzutreffen, ist die Kirche nicht geostet – die Apsis ist nach Nordwesten orientiert; der Eingang befindet sich folglich im Südosten des Bauwerks.

## Geschichte
Die – wie die meisten Kirchen des Franziskanerordens – dem Gründer der Ordensgemeinschaft, dem hl. Franz von Assisi (um 1181–1226), geweihte Kirche wurde von den mit der Indianermission beauftragten Ordensbrüdern und indianischen Arbeitern in der Nähe einer bereits seit 1742 nachgewiesenen spanischen Siedlung in der Zeit von 1772 bis 1815 erbaut. Bei einer derart langen Bauzeit ist davon auszugehen, dass wohl zunächst nur ein kleinerer Vorgängerbau errichtet wurde, der in späterer Zeit abgerissen oder zum Teil in die neue Kirche integriert wurde. Im Mexikanisch-Amerikanischen Krieg von 1846 bis 1848 und durch den anschließenden Vertrag von Guadalupe Hidalgo gelangte das Gebiet unter US-amerikanische Kontrolle, doch blieb die Region nicht von Indianerüberfällen verschont, was sich im wehrhaften Gesamtbild der Kirche widerspiegelt.

## Architektur
Für den Bau der einschiffigen, aber mit einem Querhaus versehenen Kirche wurden ausschließlich Lehmziegel verwendet; die Außen- und Innenwände sind durch Lehmputz geschützt und geglättet; der Außenputz der etwa 1,70 m dicken Mauern wird jedes Jahr erneuert. Fassade, Querhaus und Apsis der Kirche sind durch massive schräge und zum Teil abgerundete Stützmauern stabilisiert, die dem Bau insgesamt einen wehrhaften Charakter verleihen. Die Fassade schließt mit zwei gedrungen wirkenden Glockentürmchen ab.
Die horizontal verlegten Holzbalken des Flachdachs durchstoßen die Außenwände des ursprünglich wohl fensterlosen Langhauses, so dass die Balkenkopfenden im Äußeren sichtbar sind. Darüber befand sich eine Schicht aus Schilf und Stroh, die mit einer leicht angeschrägten Lehmschicht abgedeckt war; von dort wurden die meist spärlichen, nach einem Gewitter aber auch manchmal enormen Regenwassermengen über einfache Wasserspeier nach außen abgeleitet; heute sind hauptsächlich mit Erde abgedeckte und somit unsichtbare Plastikfolien im Einsatz.

## Ausstattung
Das in früherer Zeit von einem mittigen hölzernen Stützpfeiler stabilisierte etwa 7,80 m breite Kircheninnere ist einschiffig und äußerst schmucklos; es wird von zwei großen Außenwandfenstern belichtet, die möglicherweise eine spätere Zutat sind. Zwei weitgehend unbeschnitzte hölzerne Altarretabel befinden sich in der Apsis und im nordwestlichen Querhaus; ihre farbige Bemalung ist in hohem Maße von indianischem Geschmacksempfinden beeinflusst.

## Bedeutung
Von großer architekturgeschichtlicher Bedeutung ist die kubisch-abstrakte, dekor- und fensterlose Gestaltung der Apsis und des Querhauses, die in ihrer Art einmalig ist. Architekten wie Frank Gehry und andere haben sich von ihr anregen und beeinflussen lassen und auch die abstrakte Malerin Georgia O’Keeffe war von ihr beeindruckt.

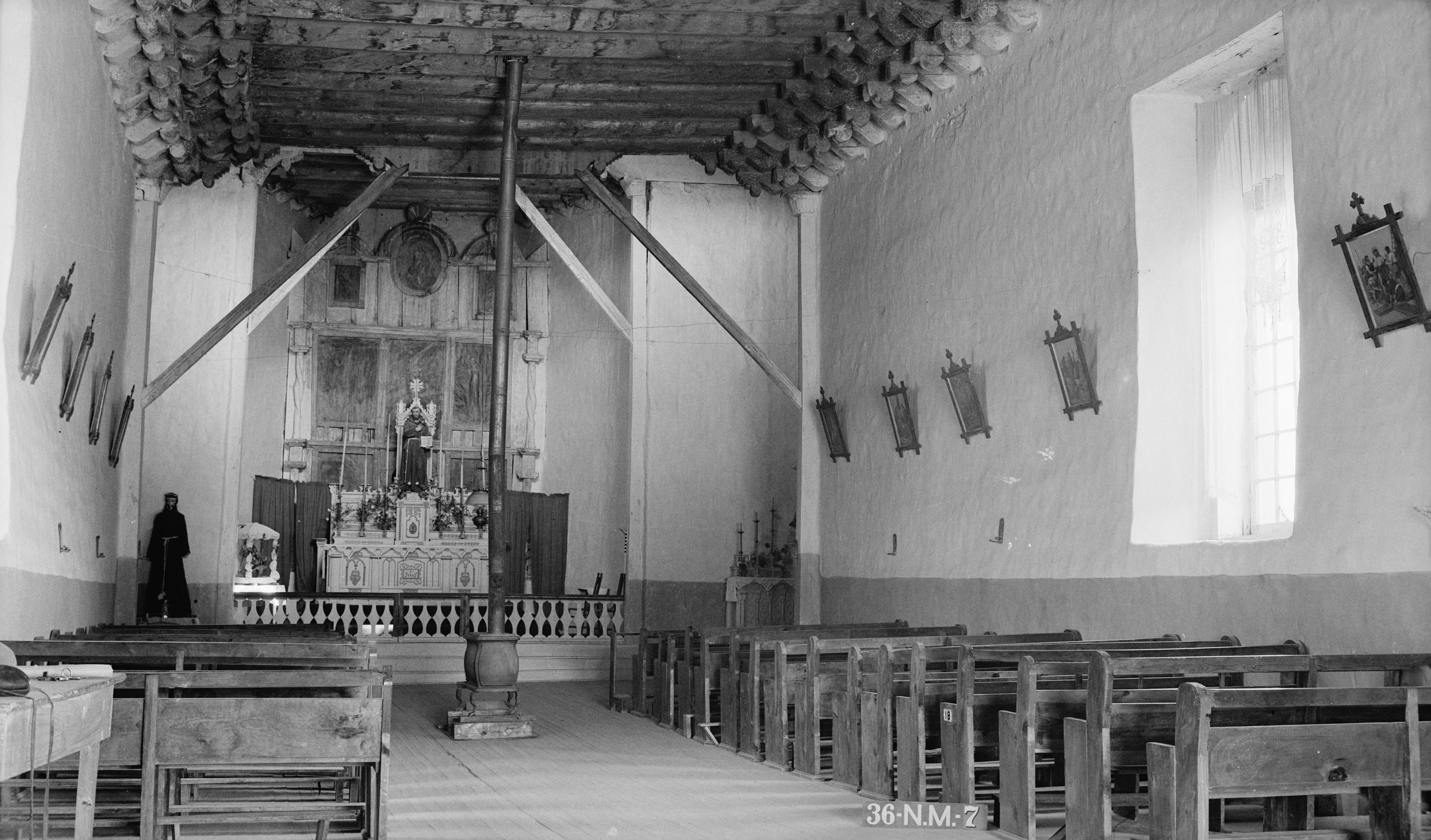
Innenraum (1934)
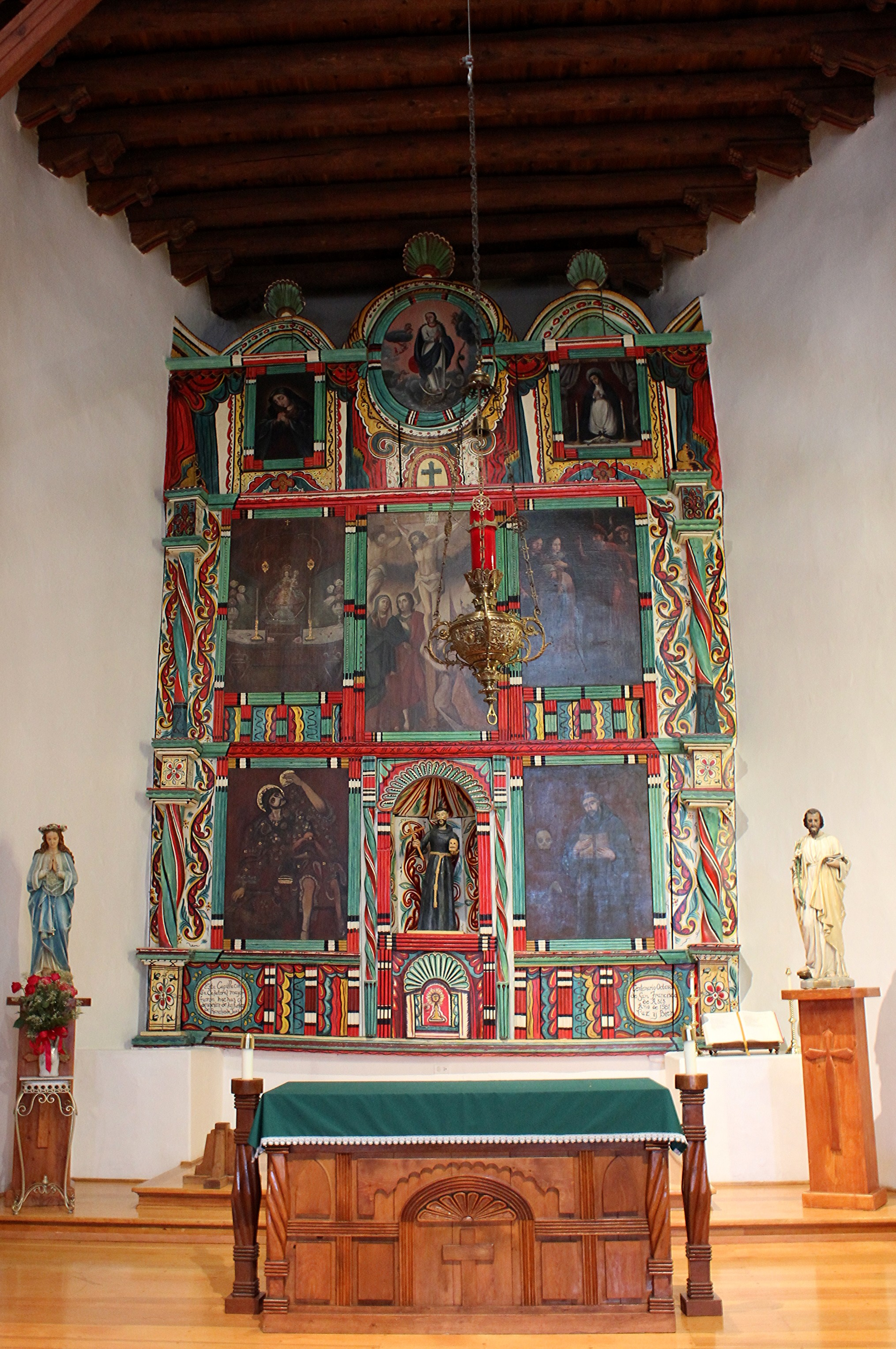
Altarretabel (Apsis)
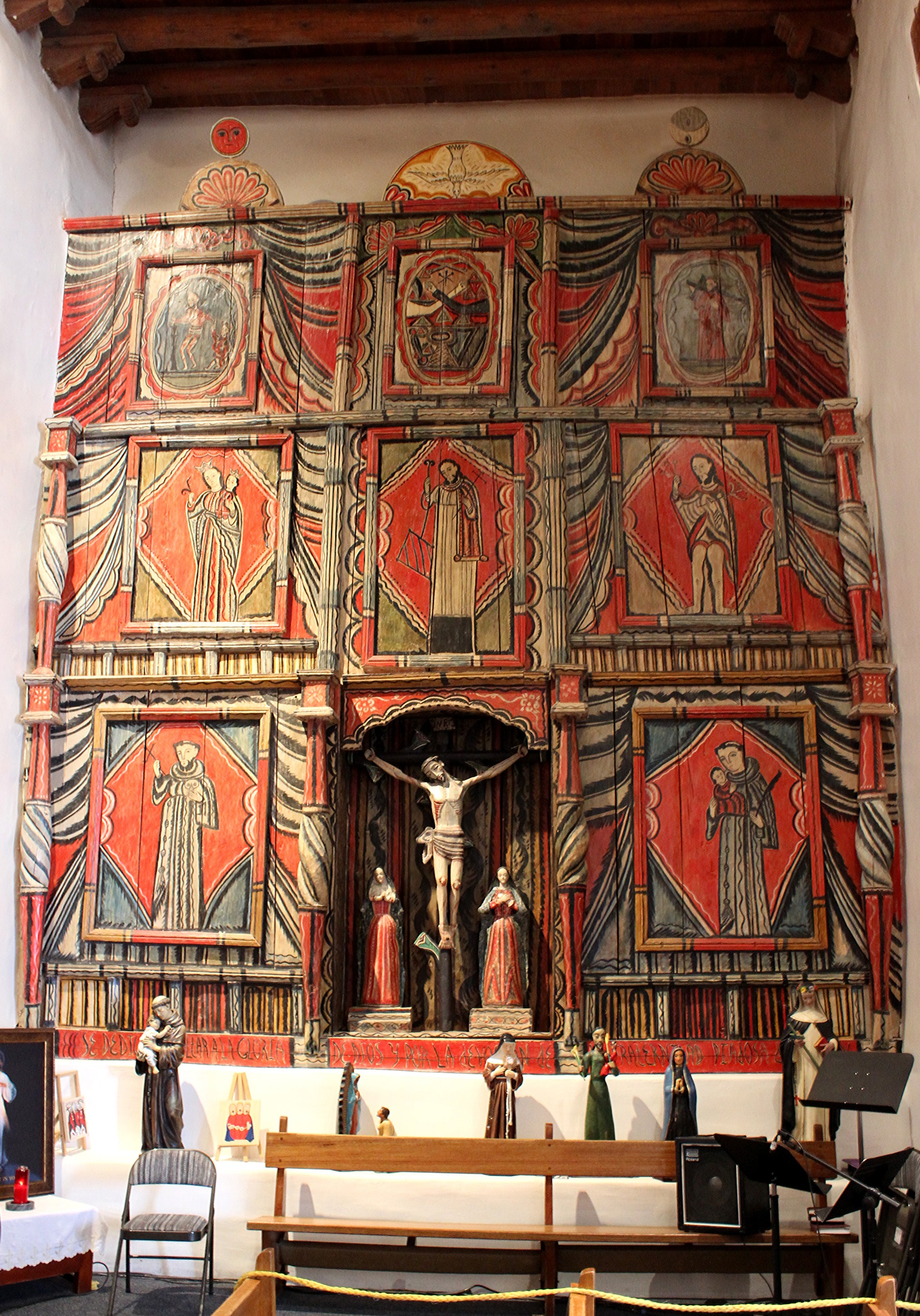
Altarretabel (Querhaus)